# Жаби-верескуни
Жаби-верескуни (Arthroleptidae) — родина земноводних підряду Neobatrachia ряду Безхвості. Має 3 підродини, 8 родів та 147 видів. Інша назва «довгопальцеві жаби». Тривалий час вважалася частиною родини Жаб'ячі.

## Опис
Загальна довжина представників цієї родини коливається від 2,5 до 10 см. Це доволі мініатюрні земноводні. До родини відносяться жаби з різноманітною морфологією та екологією. У частини з видів є великі очі. Шкіра у частини вкрита наростами, що нагадують волосся. Інші представники родини мають гладеньку шкіру. Пальці позбавлені плавательної перетинки. У самців третій палець у 2—3 довший за інші. За це отримали іншу свою назву. Забарвлення різнобарвне: самиці зазвичай світліші за самців.

## Спосіб життя
Полюбляють лісову місцину, луки. Більшу частину життя проводять у лісовій підстилці. Зовсім не стикаються із водою. Активні переважно у присмерку або вночі. Живляться дрібними безхребетними та їх личинками.
Це яйцекладні амфібії. Самці під час шлюбного сезону видають тонкі звуки, які схожі на верещання. звідси походить назва них земноводних. Їх особливістю є те, що усі процеси метаморфози відбуваються в яйці. Пуголовки не з'являються, а з яйця виходять вже сформовані жабенята. Це стосується усіх родів, окрім роду Arthroleptis та деяких видів лісової жаби, зокрема улугурської жаби.

## Розповсюдження
Мешкають південніше пустелі Сахара (Африка).

## Підродини та роди
- Підродина Arthroleptinae
  - рід Arthroleptis
  - рід Cardioglossa
- Підродина Astylosterninae
  - рід Astylosternus
  - рід Leptodactylodon
  - рід Nyctibates
  - рід Scotobleps
  - рід Trichobatrachus
- Підродина Leptopelinae
  - рід Leptopelis